# Військовий бюджет Китайської Народної Республіки

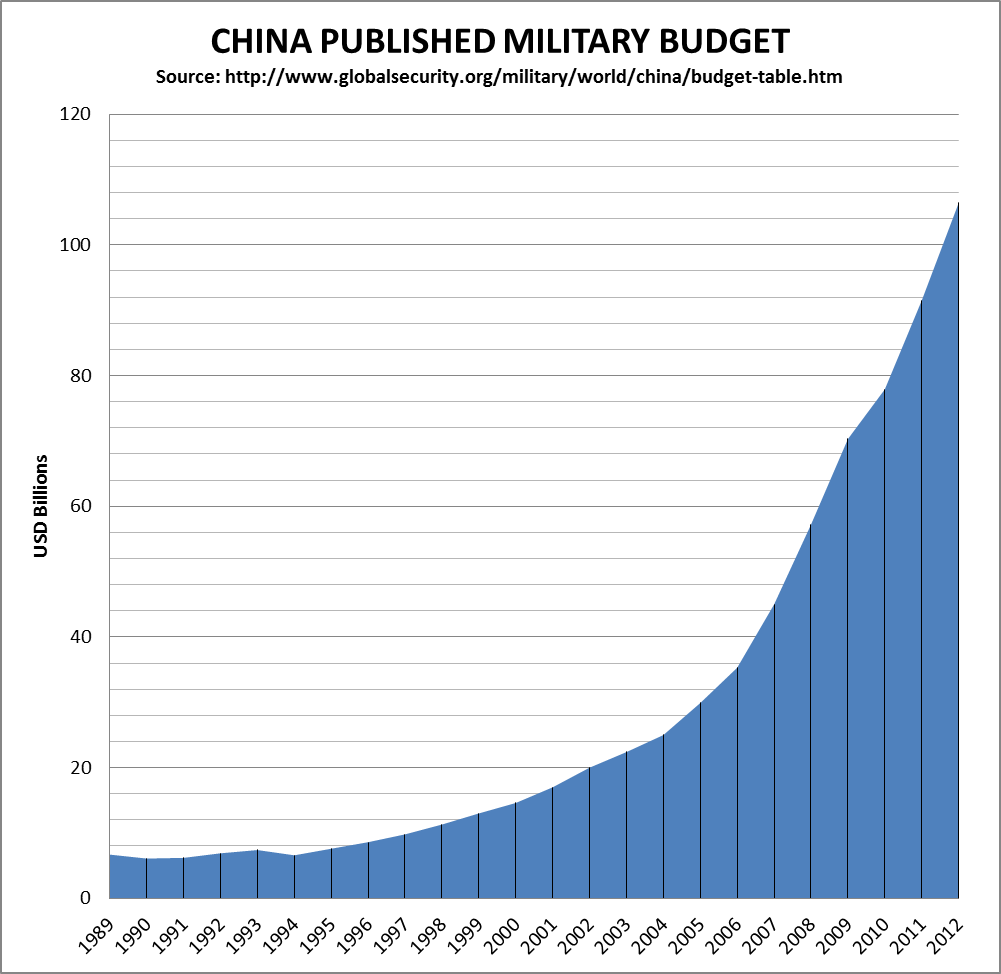
Військовий бюджет Китайської Народної Республіки у млрд дол. США.

Військовий бюджет Китайської Народної Республіки (КНР) є частиною загального бюджету Китаю, який виділяється для фінансування збройних сил в Народній Республіці Китай. Цей військовий бюджет фінансує заробітну плату співробітників і витрати на навчання, технічне обслуговування обладнання і споруд, підтримку нових або поточних операцій, розробку і закупівлю нових видів озброєння, обладнання та транспортних засобів. Кожен березень, як частину свого річного державного бюджету, Китай оголошує загальну цифру для національних військових витрат.
Китайський уряд опублікував військовий бюджет 2012 р. близько $106,4 млрд, другий за величиною в світі після США, і зріс на 11,2% у порівнянні з 2011 р. З 2012 р. військовий бюджет Китаю становить приблизно 1/6 (17,3 %) військового бюджету США.

## Неофіційні оцінки
За неофіційними оцінками, опублікована загальна сума військових витрат для Народної Республіки Китай вище, ніж проголошують китайські державні діячі, але ці розрахунки, як правило, відрізняються між організаціями.
Торік, деякі міжнародні інститути представили оцінки китайських військових витрат, порівнюючи їх з 2003 р. З точки зору за чинним обмінним курсом, SIPRI, RAND, ЦРУ і АСВ оцінили бюджет у  становить $30–65 млрд. З точки зору паритету купівельної спроможності, або відносної сили купівельної спроможності оцінка витрат SIPRI була вище, $140 млрд. У той час же опублікований китайським урядом бюджет був менше, ніж $25 млрд.
Дослідження корпорації RAND за 2003 рік показали, що оборонні витрати КНР становили вище офіційних цифр, але нижче, ніж розрахунки Міноборони США. Витрати на оборону Китайської Народної Республіки оцінювалися в середині $38 млрд, або 2,3% від ВВП Китаю в 2003 р. Офіційна цифра склала $22,4 млрд. Тим не менш, китайські військові витрати подвоїлися в період з 1997 по 2003 рік, майже досягши рівня Великої Британії та Японії, і продовжували рости на 10% щорічно протягом 2003-2005 рр.
У 2010 р. департамент США у щорічній доповіді оборони Конгресу про оцінки військової потужності Китаю, станом на 2009 р. назвав рівень китайських військових витрат $150 млрд. Стокгольмський міжнародний інститут досліджень проблем миру вважає, що військові витрати Народної Республіки Китай в 2009 р. склали $100 млрд, що перевищує офіційний бюджет, але нижче, ніж оцінка Міністерства оборони США.
Міжнародний інститут стратегічних досліджень у доповіді за 2011 р. стверджував, що якщо тенденції збережуться, китайські витрати досягнуть військової рівності з США через 15-20 років